# Mosnäppa
Mosnäppa (Calidris temminckii) är en mycket liten vadarfågel som tillhör familjen snäppor. Den häckar från norra Europa österut genom norra Asien och flyttar vintertid till tropiska Afrika och södra Asien. Olikt många andra Calidris-vadare ses den sällan i större flockar och rastar oftare i våtmarker i inlandet. Mosnäppans globala bestånd anses vara livskraftigt.

## Kännetecken

### Utseende

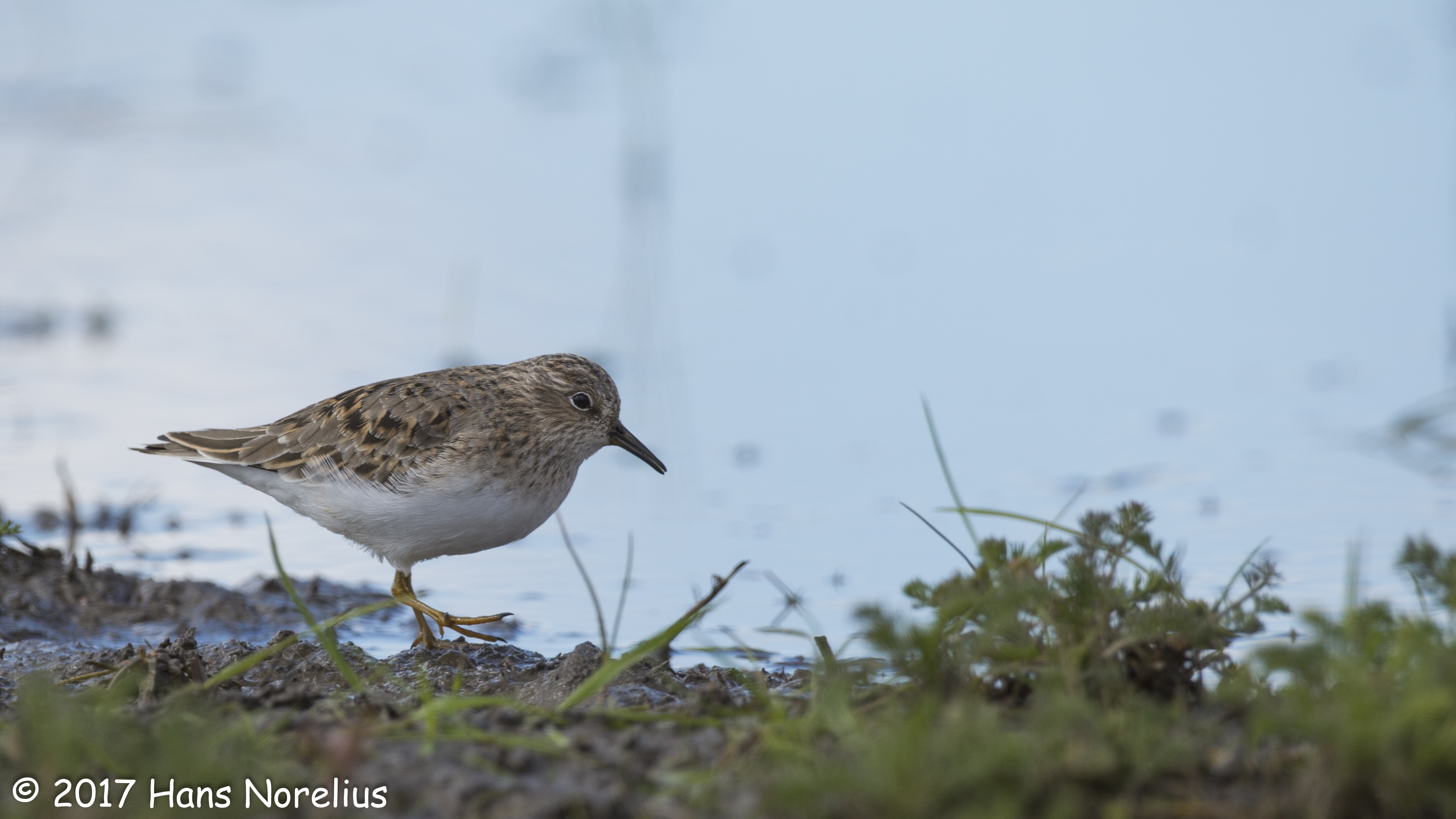
Adult mosnäppa i häckningsdräkt fotograferad i maj i Örebro, Närke.

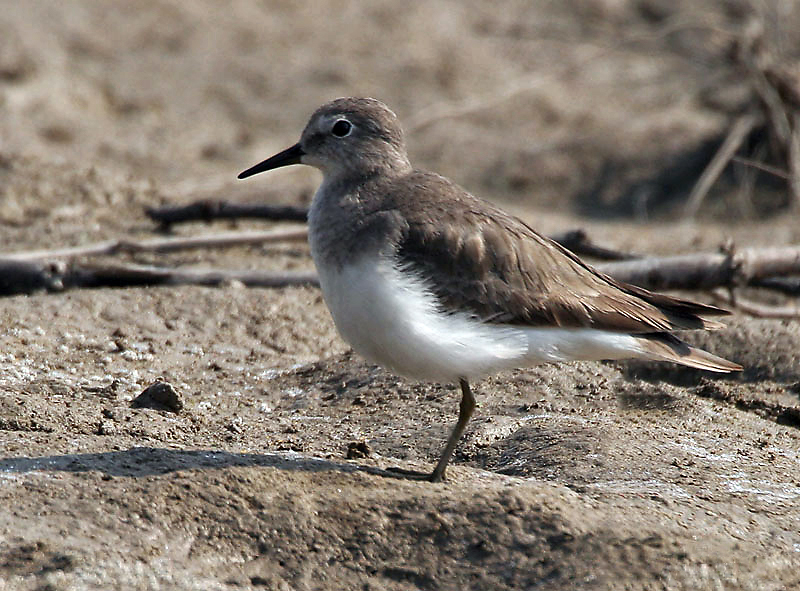
Adult mosnäppa i vinterdräkt i Purbasthali i Bardhamandistriktet i Västbengalen, Indien.

Mosnäppan är en liten vadarfågel, 13,5–15 centimeter lång, bara något större än småsnäppan, med kortare ben och längre vingar. Vingspannet blir 34–37 centimeter. Benen är gula och de yttre stjärtfjädrarna vita, till skillnad från småsnäppans mörka ben och grå yttre stjärtfjädrar. Den är mestadels brun på ovansida och huvud och vit på undersidan, förutom bröstet som är mörkare. Häckande adulta fåglar har en del ljusare rödbruna mantelfjädrar. I vinterdräkt ser den i stort sett ut som en liten version av drillsnäppan. 

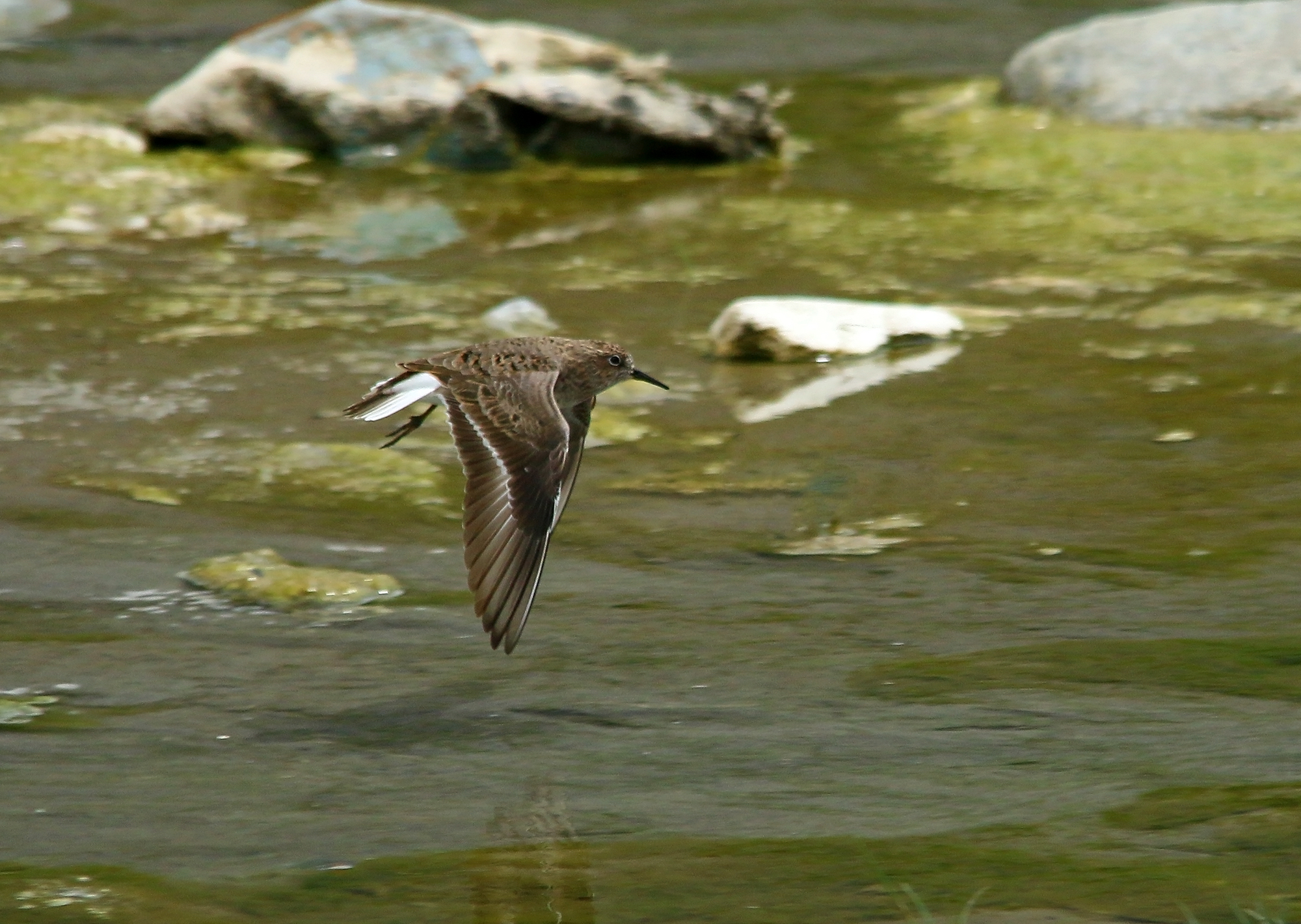
I flykten syns de helvita yttre stjärtpennorna som skiljer mosnäppan från småsnäppan.

### Läte
På häckplats utför hanen en ryttlande spelflykt spelflykt och avger ett kvittrande, ändlöst "tititititi...". När den stöts upp hörs ett drillande och ofta upprepat "tirrr-tirrr-tirrr...".

## Utbredning
Mosnäppan häckar i norra Europa och Asien, i Ryssland och i fjällområden i Skandinavien, samt ibland i Skottland. Den är normalt flyttfågel som övervintrar vid färskvatten i tropiska Afrika och södra Asien. Tillfälligt har felflugna individer påträffats i Australien (november–december 2015), på nordöstra Grönland samt i Nordamerika, med flest fynd i Alaska på våren, men även British Columbia i Kanada och USA:s delstat Washington.

### Förekomst i Norden
Mosnäppan häckar längs skandinaviska fjällkedjan, sammanhängande från norra Jämtland och norrut, men mer sparsamt också från norra Härjedalen till södra Jämtland. I norra Lappland finns den även i övre delen av skogslandet, i östra delarna mer spridda häckningar, liksom i Norrbotten. Den förekommer även fåtaligt i Luleå skärgård och vidare över på den finska sedan ner till Jakobstad. Den har tidigare häckat även i Ångermanland och Västerbotten men är numera utgången där, liksom längs Torne och Muonio älvar där dock situation idag är oklar. Till Sverige anländer den i maj–juni. De adulta fåglarna börjar flytta redan i juli medan juvenilerna flyttar senare.

## Systematik
Mosnäppan behandlas som monotypisk, det vill säga att den inte delas in i några underarter. Genetiska studier visar att den är närmast släkt med asiatiska långtåsnäppan (C. subminuta). Dessa två är i sin tur systergrupp till likaledes asiatiska artparet rödhalsad snäppa (C. ruficollis) och den akut hotade skedsnäppan (C. pygmaea).

## Levnadssätt
Mosnäppan häckar på tajga, ofta vid träsk och sumpmarker, men även på andra platser där det finns gles och låg vegetation. I Sverige hittas den framför allt i fjällkedjan från övre delen av barrskogen upp på kalfjället. Under flyttningen är den inte lika sällskaplig som andra småvadare och bildar sällan stora flockar. Den rastar också i större utsträckning i våtmarker inåt landet snarare än vid kusterna. 

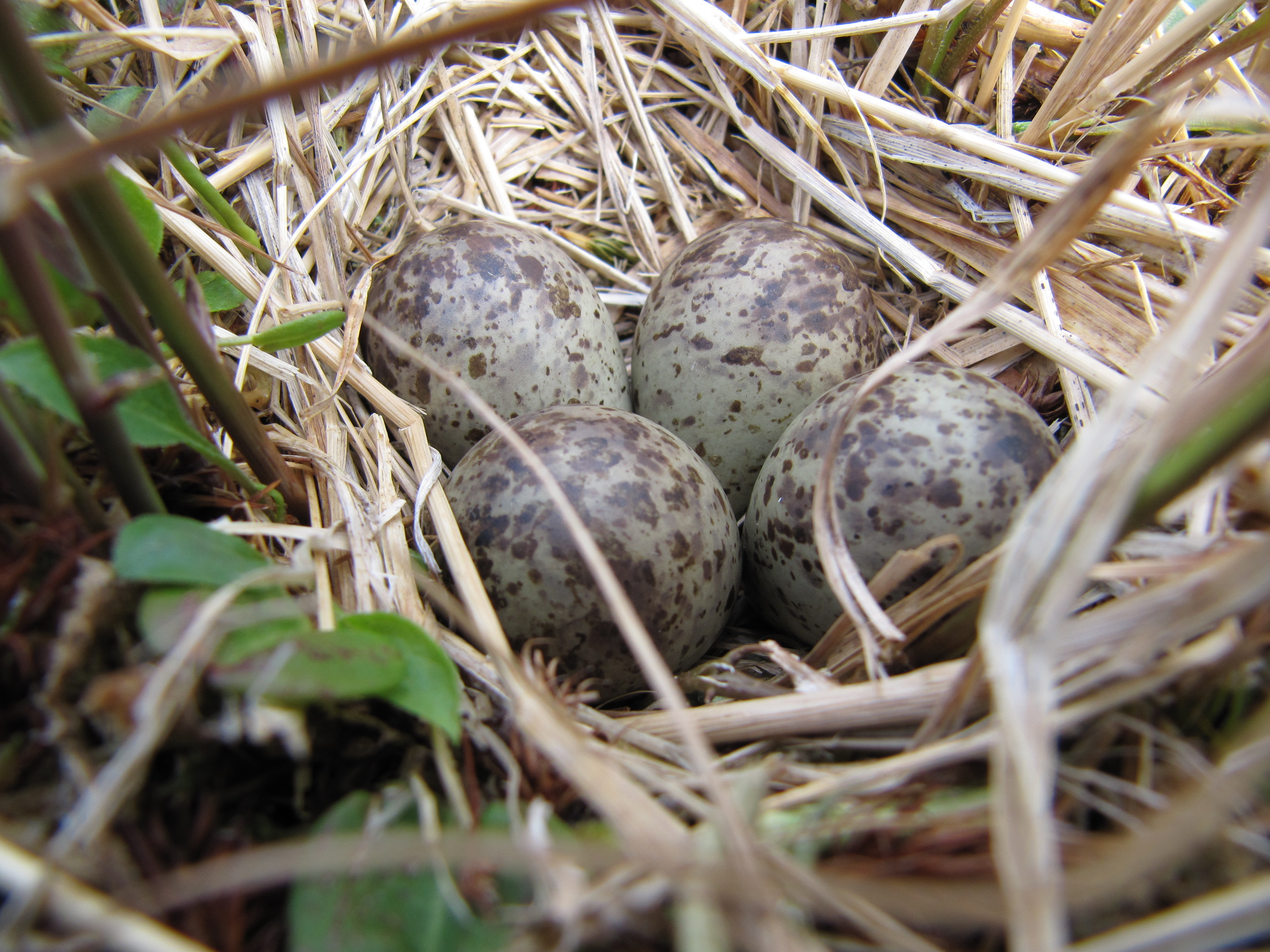
Ett mosnäppebo med ägg.

### Föda
Mosnäppan letar föda i mjuk lera med lite växtlighet och plockar oftast upp maten när den ser den. Den har ett typiskt musliknande sätt att söka föda, då den kryper omkring vid kanter av pölar. Den äter mestadels insekter och andra små ryggradslösa djur. 

### Häckning
Boet är en grund urgröpning i marken, som ligger öppet eller bland låg växtlighet. Mosnäppan är polygam. Honan lägger tre till fyra ägg som hanen ruvar. Honan uppsöker sedan ofta en annan hane för att para sig och lägga ytterligare en kull, som hon ruvar själv. Äggen ruvas i 21–22 dagar. Ungarna blir flygfärdiga när de är 15–18 dagar gamla.  

## Mosnäppan och människan

### Status och hot
Internationellt kategoriserar IUCN arten som livskraftig. Världspopulationen uppskattas till 165 000–1 255 000 individer, varav 58 100–167 000 par häckar i Europa. Populationsutvecklingen globalt är oklar, men beståndet i Europa anses vara stabilt.

#### Status i Sverige
I Sverige var mosnäppan upptagen som nära hotad (NT) på 2005 års rödlista men från och med 2010 års rödlista anges den inte längre som hotad. Det svenska beståndet uppskattas till mellan 10 800 och 19 200 häckande individer, varav det utmed Norrlandskusten endast häckar 25–30 par. Det finska beståndet (500–1500 par) har minskat med 50 % 1990–2000, medan de norska och ryska tros vara stabila.

### Namn
Förr kallades mosnäppan Temmincks strandvipa. Denne Coenraad Jacob Temminck, vars namn också förekommer i det vetenskapliga namnet Calidris temminckii, var en nederländsk naturvetare.